# George Harrison (nadador)
George Harrison (Estados Unidos, 9 de abril de 1939-3 de octubre de 2011) fue un nadador estadounidense especializado en pruebas de estilo libre, donde consiguió ser campeón olímpico en 1960 en los 4x200 metros.

## Carrera deportiva
En los Juegos Olímpicos de Roma 1960 ganó la medalla de oro en los relevos de 4x200 metros estilo libre, con un tiempo 8:10.2 segundos que fue récord del mundo, por delante de Japón y Australia (bronce); sus compañeros de equipo fueron los nadadores: Dick Blick, Mike Troy y Jeff Farrell.